# 9549 Акплатонов
9549 Акплатонов (1985 SM2, 1981 TU1, 1987 BP3, 1992 JK3, 9549 Akplatonov) — астероїд головного поясу, відкритий 19 вересня 1985 року.
Тіссеранів параметр щодо Юпітера — 3,376.